# ミニコンポ
ミニコンポ（和製英語: mini compo）とは、小型のコンポーネントステレオという意味だが、主として日本で発展したオーディオ機器の一形態である。

## 概要

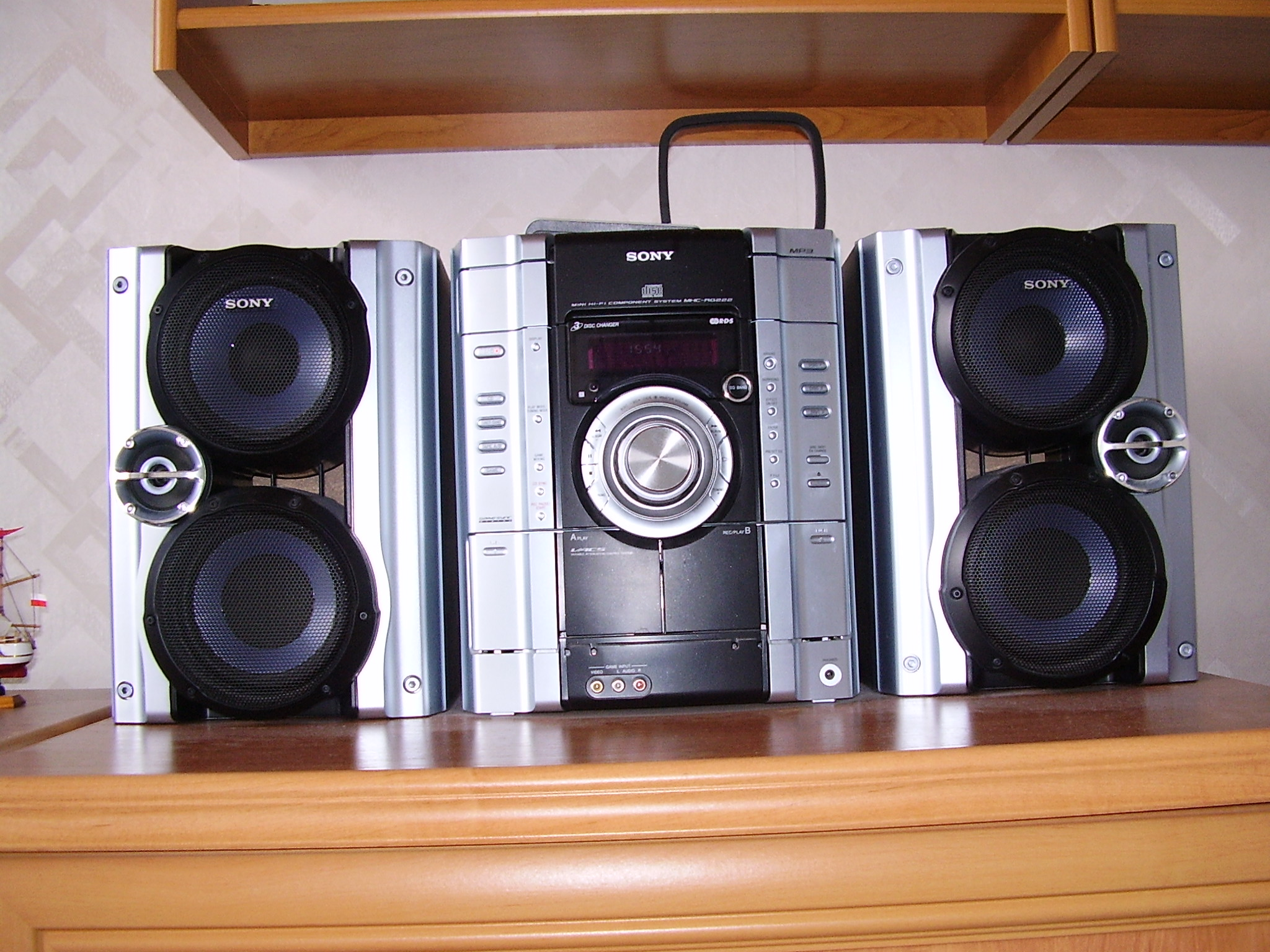
オールインワン型ミニコンポ

もともとは1970年代に、コンポーネントステレオのバリエーションとして登場した一回り小さい製品群を指して呼んだのが「ミニコンポ」であったが、メーカ毎に異なる・あるいは協同の商品戦略や、時代の変遷によりその指すものは大きく変化を続けている。現状、一般的に据置型でスピーカーが分離できるオーディオ・システム一般をだいたい指している。
「ミニコンポ」は元々は、いわゆる「コンポーネントステレオ」のフルサイズと言える、19インチラックに架装するPA機材のサイズと同程度の幅17インチ（約432ミリ）から、横幅で80%程度に縮小したサイズの製品群であった。他にも「ミニ・ステレオ」などの呼称があり、各社の発売が集中したミニコンポ元年ともいえる1978年（昭和53年）当時、ミニコンポという名称を使用していたのは、広告媒体で使用されていたパイオニア（ホームAV機器事業部、後のパイオニアホームエレクトロニクス→オンキヨー&パイオニア→オンキヨーホームエンターテイメント→オンキヨーテクノロジー/ティアック）のMiniシリーズと、製品本体バッジに使用されていたaiwaのマイペースシリーズで、A4サイズを採用したTechnicsはコンサイスコンポ、当時最小のB5サイズで発売した東芝Aurexではマイクロコンポという名称を用いるなど特に決まっていなかったが、わかりやすさから次第にミニコンポという名称が普及して行った。必然性は無いのであるが、業界の流行として、1980年代頃のミニコンポには最初から各コンポーネントがシリーズ化され、セット販売を前提とした、いわゆるシステムコンポも多い。「セットコンポ」という名称も好まれる。
音楽パッケージの形態がLPレコードからコンパクトディスク（CD）やミニディスク（MD）に移行し、スイッチング電源や高出力アンプがモジュールIC化されるなどの進歩と、より広く一般への普及を狙ったメーカの戦略により小型化はさらに進行し、幅が約半分のサイズの「ミニミニコンポ」、更に小さい「マイクロコンポ」などという呼称もあらわれた。「マイクロコンポ」は、由来からは「コンポ」の語にあたらない、単にスピーカーのみが分離している形態を指しても使われた。現在ではそれらの全てを含め、フルサイズ以外の（フルサイズより小さい）、据置型でスピーカーが分離できるオーディオシステム一般をだいたい指して「ミニコンポ」と呼ばれている。
オーディオ機器を指して単に「コンポ」と呼ぶのは、ほぼ和製英語的用法で、英語では「Stereo component system」や「シェルフ・ステレオ」（Shelf stereo）、「ミニシステム」、「マイクロシステム」などといった表現が、これらに相当する機器に対して使われている。
分類の傾向としてその他には、VHF帯のFMラジオ放送およびTV放送の受信用のアンテナについて、取り外しを前提としていないロッドアンテナがネジ止めなどで付属のものがラジカセ類、フィーダーアンテナなどを外付けするための端子が付いているものがミニコンポ類、という分類もあるがこれも大雑把な傾向として言えるに過ぎない。東芝エルイートレーディング（≒東芝ライフスタイル）がAurex（→AUREX）をラジカセまたはラジオ扱いにしたなどのいくつかの例はこれに沿っている。一方でこれに沿っていない、FMロッドアンテナ搭載のミニコンポもドウシシャのSANSUIブランド、およびORIONブランドの各種製品のようにいくつかの例がある。

## 歴史
日本におけるステレオの普及は1959年（昭和34年）に発売され大ヒットした日本ビクター（現：JVCケンウッド）のアンサンブル型ステレオ STL-3 に始まるが、当時は真空管時代であり、「家具調ステレオ」とも呼ばれる大きな「家具」だった。戦後の日本が豊かになるにつれこれらは一層大きくなっていくが、その一方で1960年代後半にはトランジスタを使った「家具」ではない比較的小形の「モジュラーステレオ」が現れる。その後、1973年（昭和48年）頃から家具調ステレオは「コンポーネントステレオ」にとって代わられていく。しかしモジュラーステレオについてはそのままになっていた。
1978年から1979年（昭和54年）にかけてフルサイズのコンポーネントステレオを小形化した新しいタイプのコンポーネントステレオがソニー、テクニクス（松下電器産業（現：パナソニック）、ダイヤトーン（三菱電機）、オーレックス（東京芝浦電気→東芝）、アイワ（初代法人）などから相次いで発売された。これらが「ミニコンポ」の第一世代であり、新時代のモジュラーステレオともいうべきものであった。新技術のスイッチング電源を採用し小形で大出力を実現したパワーアンプや、当時高級チューナーに採用されつつあった PLL シンセサイザー方式のチューナーをラインナップに据え、筐体にはアルミダイキャストやアルミ引き抜き材を多用するなど、小形ながら高級感あふれるフルサイズコンポーネントの凝縮版といった趣のものであった。大きさは A4 サイズや B5 サイズなどまちまちで統一規格化はされなかった。その後1980年代には第一世代からコストダウンする形でミニコンポが続々登場することになる。
1980年代後半になるとバブル経済・景気の影響でCDプレーヤーの搭載が標準となり、若者の目を引く派手なグラフィックイコライザーの搭載や、一部の高級機ではレーザーディスクプレーヤーの搭載、テレビの音声多重放送にも対応するなど、AV化、多機能化が進んだ。この当時は従来からのコンポの流れを受け継ぎ、各ユニットが別体になったモデルが大半だった。この頃にはプラスチックなどでコストダウンしやすい黒色がボディーカラーの主流になって行った。ビデオデッキをこれらに接続して高音質で聞く、といった販促活動も見られたのがこの時期である。一部のユーザーはファミコンなどをミニコンポに接続して高音質でゲームを楽しむものさえいた。
1990年代に入るとバブル崩壊（1991年〈平成3年〉）の影響を受け、アイワが各ユニットの接続が不要なオールインワン型のミニコンポを発売し、低価格モデルを中心に主流となる。同時期にMDが台頭すると、MDデッキを搭載した機種が登場している。低価格モデルの価格競争が激しくなる一方で、ケンウッド、オンキヨー（現在の法人と全く異なるかつての法人。後のオンキヨーホームエンターテイメントを経て現在のオンキヨーテクノロジー/ティアック）、デンオン〈≒デノン〉（日本コロムビア、現：デノンコンシューマーマーケティング）、ティアック、パイオニアなどからは、小型サイズの高級オーディオといった趣きを持つ、従来のミニコンポとは一線を画した原点回帰ともいえる高級・プレミアムモデルが発売される。これらは「ハイコンポ」または「プレミアムミニコンポ」「ユニットコンポ」とも呼ばれ、他のミニコンポを持つメーカーも追随した。
2000年代に入ると、ライフスタイルの急速な変化も手伝い、iPodに代表されるデジタルオーディオプレーヤーが普及すると、コンポに内蔵されたハードディスクドライブやフラッシュメモリへ音楽を取り込み、デジタルオーディオプレーヤーへの転送や充電も可能なモデルが登場した。
2010年代に入ると、AirPlay対応のネットワークオーディオプレーヤー機能を内蔵したり、インターネットラジオの再生に対応したものなどが登場している。その一方で、カセットデッキ（≒カセットレコーダー）およびMDデッキ（≒MDレコーダー）を搭載したミニコンポは、2016年（平成28年）現在の時点において既に全てのメーカーで販売が終了している。カセットデッキ搭載のコンポに関しては上記の用途とは異なるが保存用途向けのUSBやCD-RW対応レコードプレイヤー一体コンポには搭載されている。またシステムコンポではなく単品コンポ的なスペックとCDケース数枚程度のごく小さな筐体サイズという新しいコンセプトの製品が、東和電機からNANOCOMPOという名前で登場した。

### 近況
2023年（令和5年）現在の時点において、iPhoneやAndroid搭載のスマートフォン各種で音楽を楽しむスタイルがデファクトスタンダードとなっており、LightningコネクタケーブルやUSB TYPE-Cコネクタケーブルなどを用いてコンポのUSB端子に挿して充電と音楽再生ができる機種が主流でBluetooth受信機搭載で離れた場所からワイヤレスによる再生も求められている。CDやラジオ番組などをUSBフラッシュメモリに録音し、Bluetoothで音源を飛ばす機種は2020年代には完全に日本に定着した。
日本の業界のみの現象であるが、2014年（平成26年）以降、毎年ハイレゾリューションオーディオ（以下「ハイレゾ」）元年などとキャンペーンを打ち、「ハイレゾ対応」と称するFLAC、Apple Lossless、AIFFなどや、DSDフォーマット（DSF、DSDIFF、WSD）の再生が可能なコンポまたはミニコンポなどが宣伝され、地方の家電製品店ですら特集が組まれるほどであった。2020年（令和2年）にはハイレゾ元年などというあからさまな販促キャンペーンも、デジタルラジオのi-dioのサービス終了とともに終焉した。
オンキヨー、およびドウシシャのSANSUI/ORIONブランドなどのようにFMはあってもAMチューナーが最初から省かれているタイプもある。これはワイドFMであれば民放のAM局やところによってはNHKラジオ第1までFMで聴取することができるため、2024年（令和6年）現在の時点において未だ民放ローカルのAM局に依存している北海道と秋田県を除き、AMチューナーの必要性がほぼ希薄になったためとみられる。国内のミニコンポメーカーはすべてワイドFMに対応を完了している。
2015年（平成27年）以降は「レコード、カセット、CD、ラジオ、SDメモリーカード、USB、外部入力、Bluetooth」のすべてに対応するスピーカー搭載マルチオーディオプレーヤーといったミニコンポ拡張商品も目立ってきた。厳密には箱状のスピーカーが存在しないためコンポではないはずだが、家電取扱店や価格.comはミニコンポ・セットコンポとして取り扱っている。多くの機能を考慮すると全体的にはかなり安いが、デノンやティアック、JVCケンウッド（JVC・KENWOOD・Victorの各種ブランド）のように音質を重視した高価格製品も存在する。CDにコピーできる、といった機能を売りにした商品もある。ミニコンポより総出力を落としており、ラジカセと同様にデザインや機能の模倣のいたちごっこがある。ただし、MDはない。

## メーカー一覧
★ - 現在発売中の製品（シリーズ）。
☆ - ハイコンポまたはプレミアムミニコンポ扱いの製品（シリーズ）。
（G） - ジェネリック家電扱いの製品（シリーズ）。

### ターンテーブル装備
メーカーによって製品名は異なり一定していないが、ターンテーブルを備えている製品を販売するメーカーのみ記載。FMフィーダーアンテナが組み込まれている場合が多い。メーカーによってはAMループアンテナやACアダプターが同梱されている。

#### ION Audio
- Bluetoothステレオシステム Superior LP IA-TTS-026（G）

#### 廣華物産
- マルチオーディオプレーヤー KRP-308MS（G）
- カセット搭載CDミニコンポ KMC-113（G）

#### YAMAZEN
- マルチレコードプレーヤー Qriom（キュリオム） MRP-M100CR（G）

#### クマザキエイム
- マルチオーディオレコーダー/プレーヤー MA-89（G）
- マルチオーディオレコーダー/プレーヤー MA-811（G）

#### FUZE
カセットはないが、SDとUSBに対応。
- クラシックレコードプレーヤー CLS50（G）

#### 三洋物産商事
- マルチレコードプレーヤー S-01（G）

#### ティアック
廉価帯ではないことに留意。ラジオをCD-Rに録音できる唯一のメーカー。
- ターンテーブル/カセットプレーヤー付CDレコーダー LP-R520[2]★
- ターンテーブル/カセットプレーヤー付CDレコーダー LP-R550USB[3]★
- ターンテーブル/カセットプレーヤー付きCDレコーダー LP-R560K[4]

#### とうしょう
廉価帯ではなく、上記のティアックのように高機能を売りにした製品も発売しており、最もラインナップが豪華である。よく間違えられるが、Web表記ではtohshohである。
- コンパクトマルチプレーヤー TCD-114（G）
- TCDR-286WC（G）
- TS-6153（G）
- TS-7885（G）
- TS-69E（G）
- TCD-915E（G）
- TCDR-3860WE（G）
- TS-6159（G）
- TS-7120（G）
- TS-6160（G）

#### フィフティ
- マルチミュージックコンポ DIGITAL SONIC MT-39（G）

#### 小泉成器
カセットがないが、USBには対応。
- マルチレコードプレーヤー SAD-9801（G）

#### ReaseJoy
- マルチレコードプレイヤー（G）

#### ベルソス
- マルチレコードプレイヤー MP9260（G）
- マルチレコードプレーヤー VS-M009（G）

#### Musitrend
- レコードプレーヤーミュージックプレーヤー（G）

#### DEARLIFE
- CDコピー機能搭載マルチレコードプレーヤー（G）

#### Life Communication
- マルチレコードプレーヤー ASIN:B07BDCFSCS（G）

#### SBS
- レコードプレーヤー ASIN:B01GNYPF6K（G）

#### カイホウ
- マルチオーディオプレーヤー KH-MPS100（G）

#### ドリームズ カム トゥルー
- CDマルチ・レコードプレイヤー DCT-1000SDX（G）
- マルチCDWレコードプレーヤー DCT-7000W（G）
- ダブルCDマルチレコードプレーヤー DCT-1000WDX（G）

#### dinos
- レコード・CD・ラジオ・カセット 新マルチオーディオプレーヤー 525602（G）

#### ベセトジャパン
- マルチ・オーディオ・レコーダー／プレーヤー DCT 7000W, DCT-1000WDX, DCT-1000SDX, B600（G）

#### Douk Audio
- Bluetooth Turntable LPレコードプレーヤー CD カセット ラジオ USB ステレオスピーカー ASIN:B07DJB58QZ（G）

### 生産中

#### ケンウッド → JVCケンウッド KENWOODブランド
- ROXY（ロキシー）
- ESPACE（エスペース）
- ALLORA（アローラ） - 末期には「NEW ALLORA」と表記していた。
- FORVISM（フォービズム） - LDプレーヤー搭載。
- K's（ケイズ）☆
- WOODSTOCK（ウッドストック） - CDラジカセとシリーズ名を共用。
- Avino（アヴィーノ）☆
- AFiNA（アフィーナ） - 販売はソーテック（後のオンキヨー&パイオニア）。
- Kseries（ケーシリーズ）★☆ - 先述のK'sに代わる事実上の後継ブランド。最上位機種はネットワークオーディオに対応（ただしCDプレーヤーは非搭載）。
- ProDino（プロディノ）

#### ティアック
- HR-X101☆ - 192kHz/24bitのハイレゾ音源に対応したプレミアムCDマイクロコンポ。
- EARNEST（アーネスト）☆ - シリーズ末期にはAVアンプやDVDプレーヤーもラインアップに加わった。
- Reference（リファレンス）★☆ - プレミアムミニコンポ（ハイコンポ）としては非常に高価なシリーズであり、プリメインアンプやCDプレーヤーのほかに、USB-DAC機能を備えた外部D/Aコンバーターユニットや同じく、USB-DAC機能を備えた外部D/Aコンバーター内蔵プリメインアンプなどが存在する。

#### デノンコンシューマーマーケティング（旧：日本コロムビア DENON／COLUMBIAブランド）
- カレラ
- Lapisia（ラピシア）☆
- ef（エフ）☆
- PRESTA（プレスタ）☆
- CONCEPT（コンセプト）
- 音聴箱（おとぎばこ）
- Fシリーズ☆
- Mシリーズ★☆
- Nシリーズ★☆

#### 日本ビクター → JVCケンウッド JVC／Victorブランド
- CREATION（クリエイション） - かつて同社から展開されていたフルサイズ級システム「CREATE（クリエイト）」の実質的な後継ブランド。
- ROBOT COMPO（ロボットコンポ） - 発売当初は上記のクリエイションシリーズの一つであった。
- COMPO34（コンポ サーティフォー）
- MEZZO（メッツオ） - BSチューナー、コードレス留守番電話搭載機種あり。
- MEZZO PREZIO（メッツオ プレジオ）☆ - 3ヘッド・クローズドループデュアルキャプスタンメカを搭載したカセットデッキが標準装備。
- Arte（アルテ）☆
- HMV -HIS MASTER'S VOICE-（エイチエムブイ/ヒズ・マスターズ・ボイス）☆ - 一連のハイコンポ（プレミアムミニコンポ）としてはかなり高額な部類だった。
- f（エフ）☆ - 上記のHMVシリーズの弟分（または妹分）にあたるハイコンポのブランド。
- O Compo（オーコンポ）
- Lip×Lap（リップ×ラップ）
- aosis（アオシス）
- ETERNO（エテルノ）
- Memory COMPO（メモリーコンポ）
- WOOD CONE（ウッドコーン）★☆ - 先述のETERNOの後継ブランドにあたるハイコンポで最上位機種はネットワークオーディオに対応（ただしCDプレーヤーは非搭載）。下級モデルの製品はJVCブランド、中級モデル以上の製品はVictorブランドでそれぞれ発売される。
- OSHIGOE（オシゴエ、推し声オーディオ）★☆ - 上記のWOOD CONEシリーズの一つである既存のCDレシーバー・スピーカーシステム一体型機種のEX-D6をベースに、新たに“声”に特化したサウンドモードを搭載したシリーズ[5]。

#### 日本マランツ → マランツコンシューマーマーケティング
- ZEROCON（ゼロコン）
- Half-Size（ハーフサイズ）
- MUSIC LINK（ミュージックリンク）☆ - 一連のハイコンポ、およびミニコンポとしては非常に高額な部類だった。
- SLIM（スリム） - 本体幅430mmのフルコンポ級システムであったが、本体高さがフルコンポ（各ユニット）の約半分（発売当時・同社比）であったのでその名がついた。
- SLIM ARIA（スリムアーリア）
- ARCH（アーチ）
- DESIGN（デザイン）
- CINEMARIUM（シネマリウム） - AVコンポ。
- M-CR611★☆ - ネットワークオーディオ対応CDレシーバーシステム。

#### パナソニック（パナソニックホールディングス、旧：松下電器産業）
- コンサイス - 初めはテクニクスブランドでの生産、その後現在のパナソニックブランドでも生産 / 初代はA4サイズで登場。
  - コンサイス・G☆
    - テクニクスでも最上位機種に位置づけられるGの称号が与えられたモデル。CDプレーヤー、シングルカセットデッキ、チューナー、アンプの4BOX構成だが、単品ないしセットモデルが用意されていた。それぞれバーチャルバッテリーオペレーションを採用し、アンプのみMOSクラスAAがそれ以外にはクラスAが搭載されている。

  - コンサイス・mini☆
    - SC-CA7 - アナログパワーメーターなどのテクニクスで培われた機能や高音質設計をベースに、レスティSC-CH530の殆どの機能を搭載。事実上SC-CH530の後継モデル。5CDチェンジャーを搭載。プリメインアンプにNEWクラスAを採用したレスティとは大きく異なり、本モデルではプリアンプとパワーアンプが独立しており、パワーアンプのみNEWクラスAを搭載。オプションで見えるラジオ、MDデッキに対応。
- HALFコンポ（ハーフコンポ）
- RESTY（レスティ） - 上位機種にはDCCデッキ搭載。
- P-COMPO（ピーコンポ）
- D-dock（ディードック）
- SC-PMシリーズ★
- SC-PMXシリーズ★☆ - 上位機種はネットワークオーディオに対応。

#### ボーズ
- AMS
- WestBorough（ウエストボロウ）☆
- 3・2・1 - AVコンポ
- SOUNDTOUCH ★ - Bluetooth対応。

#### 山善
- SD/CDラジカセレコーダーボックス KCD-SU45（G） - ロッドアンテナが元からないので、厳密にはミニコンポ。

### 生産終了

#### A&D（現：AKAI Professional）
- P.CROSS（ピークロス） - ハンズフリー留守番電話搭載。
- GX COMPO（ジーエックスコンポ）☆

#### シャープ
- OPTONICA・LIVE-50（オプトニカ・ライブ50） - 幅こそ423mmと標準（フル）サイズながら、奥行きを159mmに抑え小型化したコンポ。
- ZETA（ゼータ）
- MD COMPO（エムディーコンポ）
- MD Studio（エムディースタジオ） - MDシステムとシリーズ名を共用。
- Auvi（アウビィ） - CD/MDレシーバーシステム、およびMDデッキ一体型DVDシアターシステム、パーソナルCD/MDシステムなどとシリーズ名を共用。

#### アイワ（初代法人、現：ソニーマーケティング）[注 7]
- My Pace（マイペース）
- STRASSER（シュトラッサー） - CDラジカセとシリーズ名を共用。
- CDざんまい - 3枚CDチェンジャーデッキ搭載、一部機種には5MDチェンジャーもあった。

#### ダイヤトーン（三菱電機）
- DIATONE μ（ダイヤトーン ミュー） - テクニクスのコンサイスコンポ、およびソニーのファルコンに対抗するために投入された。
- Roboty（ロボティ） - オートチェンジャー式アナログカセットデッキが標準搭載されているのが特徴。1980年代当時の一連のミニコンポとしては異彩を放っていた。

#### ナカミチ
- SoundSpace（サウンドスペース）

#### 日立製作所（現：日立コンシューマエレクトロニクス）
- Lo-D（ローディー）
- Wing（ウィング） - 当初は大型システムコンポのブランドだった。
- PeeWee（ピーウィー）

#### ブラザー工業
- JOYSOUND（ジョイサウンド） - シリーズ名ではなく、ブラザーのオーディオブランドであった。後にグループ企業・エクシングの通信カラオケのサービス名に転用（→JOYSOUND）された。

#### 山水電気（サンスイ） → ドウシシャ（SANSUIブランド）
- CLUB SANSUI（クラブサンスイ）☆
- E-COMPO（イー コンポ）
- CDステレオシステム SMS-820BT・SMC-300BT☆・SMS-800BT・SMC-570BT・SMC-150BT（Hi-Fiオーディオ扱い）。ラジカセにのみ付されていたFMロッドアンテナを搭載するミニコンポもみられた[6]。

#### 東京芝浦電気 → 東芝 → 東芝エルイートレーディング → 東芝ライフスタイル
- Aurex〈現：AUREX〉（オーレックス）・マイクロコンポ☆ - 当時最小のB5サイズをセールスポイントにした。2016年に復活したハイレゾ対応パーソナルCDオーディオシステム「TY-AH1000」は、その形状からマイクロとはとても呼べない。新生Aurexは巨大ロッドアンテナをもつ「ラジカセ」型の仕様に改めたため、コンポで分類は行われなかった。

#### オンキヨーホームエンターテイメント（旧：オンキヨー〈2代目法人〉、現：プレミアムオーディオカンパニーテクノロジーセンター）
- Radian（ラディアン） - 1970年代初頭に単品ピュアオーディオ用スピーカーシステムのブランドとして存在した時期があった。
- ESSAY（エッセイ）
- INTEC（インテック）☆ - 登場当初は本体幅275mmのINTEC 275シリーズで販売開始、その後、本体幅185mmのINTEC 185シリーズ、および本体幅205mmのINTEC 205シリーズ、本体幅155mmのINTEC 155シリーズへ展開。2013年9月を以って同シリーズは一時休止となっていたが2016年11月にネットワークオーディオ対応システムとして復活した。
- FR（エフアール）☆ - 登場当初はフルサイズ級（本体幅430mm前後）のMDデッキを標準搭載したCDレシーバーシステムとして販売されていたが後にハーフサイズ級（本体幅215mm）に凝縮され現在の形となり、その後2013年以降に開発・発売されたモデルよりMDデッキの搭載が廃止され、代わりにSDメモリーカードやUSBメモリを用いた録音/再生機能に標準対応となる。一時期、本体幅155mmのFR 155シリーズも混在していた。
- CR（シーアール）☆ - 上記のFRシリーズの上位シリーズに当たるCDレシーバーシステム。愛称は「MusicBarista」（ミュージックバリスタ）。当初は先述のINTEC 185シリーズとして販売されていたがフルサイズ級のCDレシーバーシステムとして路線変更・ブランド独立を経て、ハーフサイズ級（本体幅215mm）のCDレシーバーシステムに再び路線変更され現在の形となった。ちなみに2022年4月現在の時点でのラインアップの場合、ネットワークオーディオに対応したCR-N775の1機種のみとなっていた。
- BR（ビーアール）☆ - 80GBのHDDを搭載したネットワーク対応CD/HDD一体型ミニコンポ。後述するソニーのネットワーク対応CD/HDD一体型ミニコンポの「NETJUKE」のOEMで、内蔵HDDに音楽CDの音楽データのリッピングが可能なほか、FM/AMチューナーやライン入力に接続されたソースの音声などをキャプチャー（録音）する事や有線ネットワーク（LAN）経由でPC共有フォルダ内にあるMP3ファイルの取り込み、更にPCを一切介さずネットワーク音楽配信サイト「AnyMusic」（2013年1月17日を以ってサービス終了）を利用してシングルやアルバムのダウンロード購入やオンラインCDショップでのCD予約・購入する事も可能だった。製品としては短命に終わったものの、その思想は上記のCR-N7#5シリーズに引き継がれる事となった。
- X-T1（エックス ティーワン） - 上記のFR、およびCRの下位シリーズに位置するエントリークラスのハイコンポ。なお、レシーバーシステムの型式がFR-T1xが与えられている機種はCD/MD一体型レシーバーアンプ、CR-T1xが与えられている機種はCD一体型レシーバーアンプとなっていた。
- X-UD/X-U（エックス ユーディー/エックス ユー） - 主にiPhone、およびiPodユーザー向けに特化したカジュアル系ミニコンポ。

#### パイオニア（ホームAV機器事業部、後のパイオニアホームエレクトロニクス→オンキヨー&パイオニア→オンキヨーホームエンターテイメント→オンキヨーテクノロジー→プレミアムオーディオカンパニーテクノロジーセンター）
- Mini Component（ミニ・コンポーネント） - 幅380mm×高さ83mmと無理な小型化を追求しなかった
- Private（プライベート） - ブランド末期にはクラスで唯一、レーザーディスクプレーヤーを搭載したことがある。後に携帯型デジタルオーディオプレーヤーのブランドとしてOHEの経営破綻直前まで展開した。
  - Private PRO（プライベート プロ）☆ - 今日のプレミアムミニコンポ（ハイコンポ）の祖となったシリーズ。そのためか中堅クラスの価格帯の単品ピュアコンポに迫るクオリティーを持っていた。
- WAVE - Privateベースの上位機種。
- SELFIE（セルフィー）
- COLLECTION（コレクション）☆ - パイオニア初の本格的なプレミアムミニコンポ。
- FX（エフエックス） - 各ユニット間、光ケーブルによりフルデジタル接続。
- RMX（アールエムエックス） - DJ機器を意識した異色のリミックス対応ミニコンポ
- FILL（フィル）☆
- L+（エルプリュス）
- I-D（アイディ） - DVDプレーヤー搭載。
- X-Zシリーズ（ゼットシリーズ）☆ - SACDプレーヤー搭載。
- MusicTap（ミュージックタップ） - PLC搭載。
- XC-HMシリーズ☆ - 上位機種はネットワークオーディオに対応。
- X-CMシリーズ☆
- X-EMシリーズ☆

#### ヤマハ（現：ヤマハミュージックジャパン）
- TIFFANY（ティファニー） - ASTシステム搭載。CDラジカセ、ポータブルCDプレーヤーとシリーズ名を共用。同シリーズのミニコンポは全てAC電源専用ではあるが、（AST-7を除き）スピーカーを本体に一体化でき、本体にハンドルを装備している為、その状態で（部屋から部屋へ）持ち運び可能なのでCDラジカセとの区別が曖昧である。一例として、AST-C30はFM用ロッドアンテナを搭載しているがスピーカーを本体に一体化できないのでミニコンポに分類される。最終モデルAST-7（チューナーアンプ（外部入力3系統）とスピーカーのみのシンプルなシステムで、CDプレーヤーはオプションのポータブルCDプレーヤーCDX-7が設定、同機はAST-7のリモコンでの操作はできず専用リモコンも無い）も同様の理由でミニコンポに分類。一方、AST-C25/21/15はFM用ロッドアンテナを搭載し、かつ、スピーカーを一体化できるので（AC電源専用ではあるが）CDラジカセに分類される。
- TOP-ART（トップアート）☆
  - お茶の間シアター☆
  - TOP-ART mini（トップアートミニ）☆
- CinemaStation（シネマステーション） - AVコンポ。
- Piano Craft（ピアノクラフト）☆
- MCR-Nシリーズ☆

#### ソニー（現：ソニーグループ）
- AIRPORT（エアポート）
- PRESICE（プリサイス） - 実質ソニーの初代ミニコンポ。発売当時、広告ではマイクロコンポーネントと自称していた。プリメインアンプに当時最先端のスイッチング電源を採用し、チューナーにPLLシンセサイザー方式を搭載して幅215mm、高さ80mm、にまで小型化した点が特徴となっていた。
- NewYork（ニューヨーク） - 日本初のプリメインアンプ・FM/AMチューナー・カセットデッキ一体型レシーバーシステムの祖として知られる。
- FALCON（ファルコン） - 発売はPRESICEに先行するが、サイズが奥行きこそ140mmだが、幅が430mmフルサイズコンポ並みに大きかった。パワーアンプを両スピーカーに内蔵させることでユニットの小型化を実現した
- Liberty（リバティー） - 『CD V1』[注 8]は1983年発売、ミニコンポの思想を定着させた。
- STANZ（スタンツ）
- MEDIA（メディア）
- MICRO COMPO（マイクロコンポ）
- pixy（ピクシー）
- COMPO S（コンポエス）☆
- Qbric（キューブリック）
- FLAT COMPO（フラットコンポ）
- pepz（ペップズ）
- Listen（リスン）
- SoundGate（サウンドゲート）
- BitPlay（ビットプレイ） - オペレーティングシステム（OS）にWindows 2000 Professionalを、CPUに動作クロック周波数が800MHzのIntel Celeronをそれぞれ搭載したAVコンポ。パソコンとしても使用可能。
- NETJUKE（ネットジューク）
- MAP-S1・HAP-S1・LSPX-S1 - 筐体サイズの違いやシステム接続に非対応であることから、ソニー公式ではセットコンポ扱いされておらず、各機種ともに独立した製品であるが、語尾の型番に「S1」が与えられたことから、かつて発売されたCOMPO Sになぞられ「新COMPO S」と称される製品群である。MAP-S1 からHAP-S1のメディアサーバー機能でネットワーク接続を行い、MAP-S1のライン出力からLSPX-S1のライン入力に接続することでセットコンポ化することは可能である。尚、MAP-S1とHAP-S1のオプションスピーカーは、ソニー公式ではSS-HW1とされていた。
  - MAP-S1☆ - ネットワークオーディオ対応CDレシーバーシステム。
  - HAP-S1☆ - CDプレーヤーの代わりにハードディスクを搭載したミュージックサーバー兼用ネットワークオーディオレシーバー。
  - LSPX-S1 - LDAC搭載。グラスサウンドスピーカー。
    - LSPX-S2 - LSPX-S1の後継モデル。ハイレゾ対応、Wi-Fi搭載。グラスサウンドスピーカー。
- CMT-SBTシリーズ

## 関連文献
- 『オーディオの選び方がわかる本 最新版（100%ムックシリーズ）』出版社：晋遊舎 ISBN 978-4863917019